# Obruchev Hills
Die Obruchev Hills (russisch Холмы Обручева Cholmy Obrutschewa, deutsch ‚Obrutschew-Hügel‘) sind eine Gruppe abgerundeter Hügel an der Küste des ostantarktischen Königin-Marie-Lands. Sie ragen zwischen dem Denman-Gletscher und dem Scott-Gletscher auf.
Teilnehmer der Australasiatischen Antarktisexpedition (1911–1914) unter der Leitung des australischen Polarforschers Douglas Mawson kartierten sie erstmals grob. Eine detailliertere Kartierung erfolgte anhand von Luftaufnahmen der US-amerikanischen Operation Highjump (1946–1947) und einer sowjetischen Antarktisexpedition aus dem Jahr 1956. Teilnehmer letzterer Forschungsreise benannten sie nach dem sowjetischen Geologen Wladimir Afanassjewitsch Obrutschew (1863–1956). Das Advisory Committee on Antarctic Names übertrug diese Benennung 1967 ins Englische.